# Food Network Magyarország
A Food Network EMEA a hasonló nevű amerikai kábelcsatorna Magyarországon is fogható változata. Programkínálatában főzéssel és gasztronómiával kapcsolatos műsorok és rendszeres epizodikus programok szerepelnek.

## Története
A csatorna Magyarországon 2015. január 26-án kezdte meg működését kezdetben a Telekom Nagyvilág Mini csomagjában. Később a UPC, és a UPC Direct kínálatában is elérhetővé vált. 2020. január 7-től a Telekom megszüntette a csatorna sugárzását, helyére a History 2 került. A csatorna 2025 május 5-től ismét elérhető a Telekom kínálatában.

## Műsorok
- A konyha
- Amcsi ízek világa
- Amerikai barbecue-túra
- Amerika szuperséfje
- A mezítlábas grófnő – Főzzünk egyszerűen!
- Anna Olson: Frissen
- Anna Olson: Sütés
- A torták ásza
- A vadnyugati nő
- Cukrászok és amatőrök
- Ember és étel
- Ember, tűz, étel
- Eredeti ízek Sunnyval
- Esküvői tortacsodák
- Ételek nyomában
- Étterem a káosz peremén
- Extrém sütiháborúk
- Fickós fiatalok
- Fokvárosi lakomák Sibával
- Gasztronómiai kalandozás Ausztráliában Matt Morannel
- Guy főzőbajnoksága
- Gyerekek sütőbajnoksága
- Halloweenháborúk
- Halloweeni sütőbajnokság
- Jenny és Reza fantasztikus főzőakadémiája
- Kaszinó a konyhában
- Kegyetlen konyha
- Kövesd Donalt... Európába!
- Mentsd meg a cukrászdámat!
- Mezítlábas grófnő
- Nagymama titkos receptjei
- Otthoni főzés Valerie-vel
- Paul Hollywood és a város ízei
- Pokoli konyha
- Rev Run vasárnapi vacsorái
- Tia Mowry odahaza
- Titokzatos asztaltársaság
- Utazz és főzz G. Garvinnal
- Vágódeszka
- Vágódeszka Dél-Afrikában